# Halina Rasiakówna
Halina Rasiakówna właśc. Halina Rasiak-Lulek (ur. 6 lutego 1951 w Niemodlinie) – polska aktorka teatralna, telewizyjna i filmowa.

## Kariera
W 1974 ukończyła Państwową Wyższą Szkołę Filmową, Telewizyjną i Teatralną im. Leona Schillera w Łodzi i związała się z teatrami: Ludowym w Krakowie-Nowej Hucie (1974–1975), Współczesnym im. Edmunda Wiercińskiego (1975–1984), Operze Wrocławskiej (1986), Polskim (1986–1988 i 1990–2016) i im. Juliusza Słowackiego w Krakowie (1988–1990). Od 2017 jest aktorką Teatru Studio im. Stanisława Ignacego Witkiewicza w Warszawie.
Zadebiutowała w serialu 07 zgłoś się (1976), telewizyjnym filmie Krótka podróż (1976) i kinowym dramacie Krzysztofa Kieślowskiego Blizna (1976) u boku Franciszka Pieczki. Występowała gościnnie w serialach: Świat według Kiepskich (1999, 2000), Na dobre i na złe (2002), Fala zbrodni (2003, Na Wspólnej (2003), Biuro kryminalne (2005), Pitbull (2005-2007) i Magda M. (2006).
Jest laureatką licznych nagród teatralnych. W 1978 otrzymała Brązową Iglicę, a w 1984 Srebrną Iglicę nagrody w plebiscycie na najpopularniejszą aktorkę Wrocławia organizowanym przez Towarzystwo Przyjaciół Wrocławia i redakcję „Słowa Polskiego”. W 1984 zdobyła nagrodę na Ogólnopolskim Festiwalu Teatru Jednego Aktora w Toruniu. Z okazji Międzynarodowego Dnia Teatru w 1995 odebrała nagrodę Wrocławskiego Towarzystwa Przyjaciół Teatru za najlepszy epizod teatralny za rolę Aktorki w sztuce Villa dei Misteri w Teatrze Polskim we Wrocławiu. W 1998 została uhonorowana Nagrodą Wojewody Wrocławskiego. Za rolę w sztuce Prezydentki z Teatru Polskiego we Wrocławiu zdobyła w 2000 nagrodę na 40. Kaliskich Spotkaniach Teatralnych.
Ze związku z Tomaszem Lulkiem ma synów Łukasza i Marcina.

## Odznaczenia
- Złoty Krzyż Zasługi (5 lipca 2004)[2],
- Srebrny Medal „Zasłużony Kulturze Gloria Artis” (16 grudnia 2010)[3][4],
- Brązowy Medal „Zasłużony Kulturze Gloria Artis” (3 stycznia 2006)[3].

## Filmografia
- 1976: 07 zgłoś się, jako Magda, córka Sucheckiego w odc. 4 300 tysięcy w nowych banknotach
- 1976: Krótka podróż, jako ciężarna kobieta
- 1988: Królewskie sny, jako cesarzowa Barbara (odc. 4 i 6)
- 1989: Paziowie, jako Bona Sforza
- 1989: Szklany dom, jako mieszkanka kamienicy
- 1989: Chce mi się wyć, jako koleżanka Marty
- 1991: In flagranti, jako psychoanalityk Marta Krauze
- 1998: Życie jak poker, jako Halina
- 2003: Na Wspólnej, jako Róża Paprocka, siostra Marii Zięby
- 2005: PitBull, jako Halina
- 2005: Pitbull (serial), jako Halina
- 2006: Jasne błękitne okna, jako wielodzietna matka
- 2007: Pierwsza miłość, jako Greta, kobieta osadzona w Areszcie Śledczym w jednej celi z Teresą Żukowską
- 2008–2009: Czas honoru, jako kobieta przed bramą getta (odc. 13); Teresa, więźniarka Pawiaka (II sezon)
- 2017: Dzikie róże jako matka Ewy
- 2018: Fuga jako matka Kingi